# Sheroma Hodge
Sheroma Hodge (Chicago, 2 de febrero de 1985) Fue Miss Islas Vírgenes Británicas Universo 2010. Ella fue coronada el 1 de agosto de 2010 por Josefina Núñez, Miss Islas Vírgenes Británicas Islas Universo 2009. Hodge representó a las Islas Vírgenes Británicas., territorio en Miss Universo 2011 donde debido a falta de participación no entró al cuadro de 16 semifinalistas.